# Ptochophyle marginata
Ptochophyle marginata är en fjärilsart som beskrevs av W. Warren 1897. Ptochophyle marginata ingår i släktet Ptochophyle och familjen mätare. Inga underarter finns listade.